# Et Dukkehjem (film fra 1918)
 For alternative betydninger, se Et dukkehjem (flertydig).
Et Dukkehjem er en amerikansk stumfilm fra 1918 af Maurice Tourneur.

## Medvirkende
- Elsie Ferguson som Nora Helmar
- Holmes Herbert som Thorvald Helmar
- Alex Shannon som Krogstadt
- Ethel Grey Terry som Mrs. Linden
- Warren Cook som Dr. Rank